# Замок Алмаши
Замок Алмаши в Дьюле был построен около 1725 года и несколько раз перестраивался. В настоящее время в его стенах работает музей.

## История

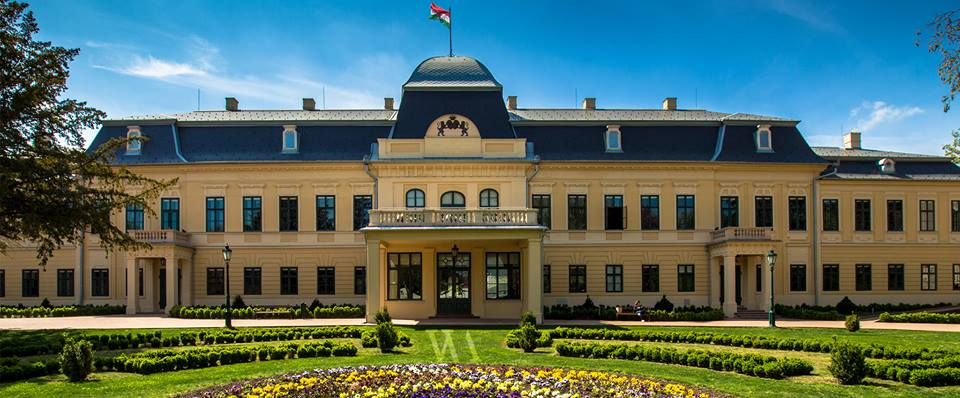
замок Алмаши

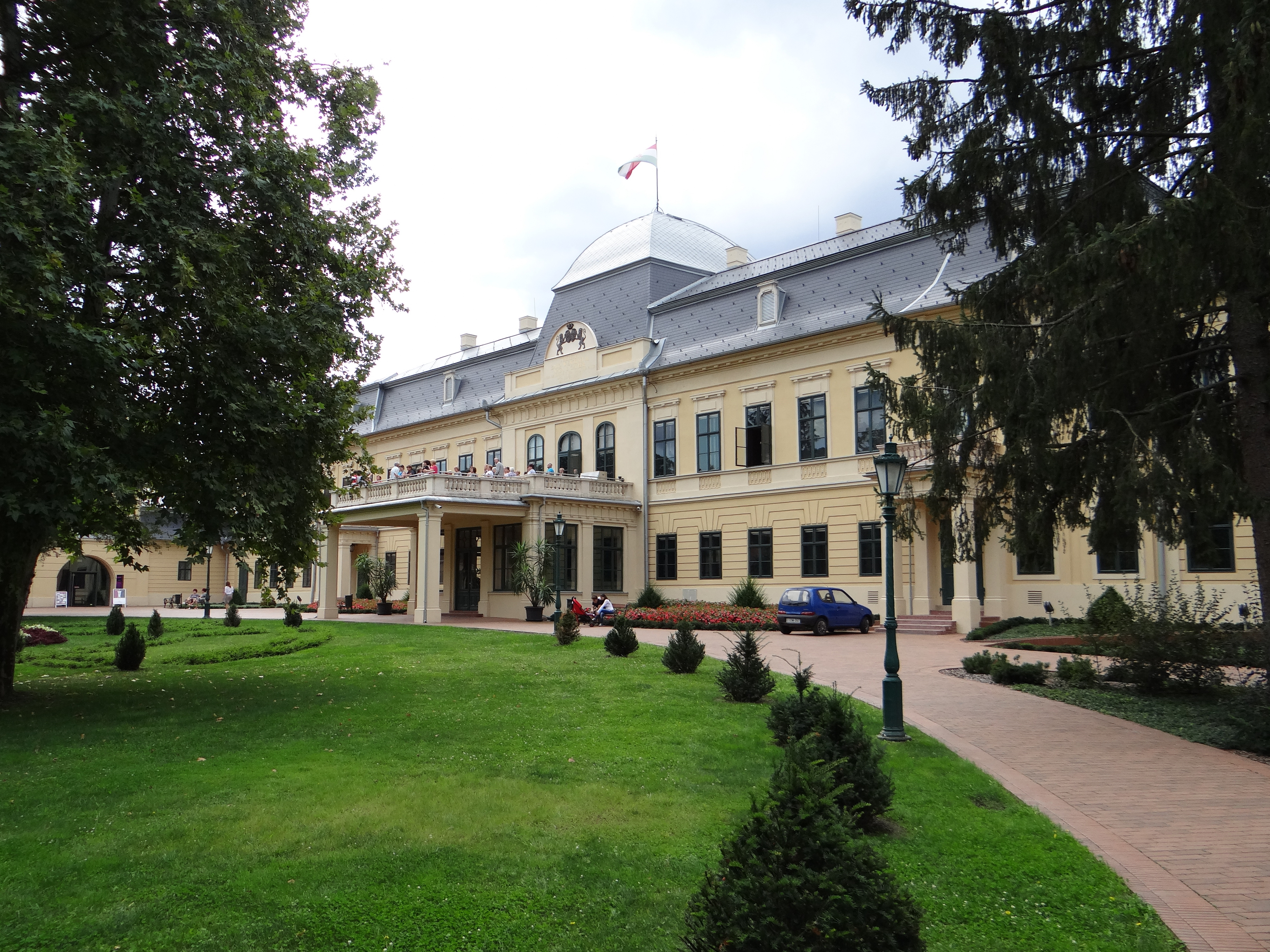
замок Алмаши

Первый владелец замка Дьюла Ференц Харрукерн Дьёрдь, военный офицер из семьи промышленников. Он получил эту территорию (охватывающую почти все графство Бекеш) от венгерского короля Карола, в обмен на свои услуги. Барочный фундамент замка Дьюла построил Ференц Харрукерн, а затем его внук Ференц Венкхайм превратил его в дворянскую резиденцию, построил рядом с ним конюшню и посадил экзотические растения в своем парке и оранжерее.
Замок перешел во владение семьи Алмаши в результате брака графини Марии Стефании Венкхайм и графа Кальмана Алмаши. Последний наследник Алмаси, Алахос, покончил жизнь самоубийством в ноябре 1945 года, его младший брат Кальман остался в Англии до начала Второй мировой войны. После Второй мировой войны замок был национализирован, а в здании располагались ПТУ для медсестер и общежитие, а затем детский дом. В 1960-х годах в замковом парке была создана термальная купальня.